# Trpísty
Trpísty är en ort i Tjeckien.   Den ligger i regionen Plzeň, i den västra delen av landet, 100 km väster om huvudstaden Prag. Trpísty ligger 449 meter över havet och antalet invånare är 221.
Terrängen runt Trpísty är lite kuperad.Runt Trpísty är det ganska tätbefolkat, med 75 invånare per kvadratkilometer. Närmaste större samhälle är Stříbro, 8,6 km sydväst om Trpísty. I omgivningarna runt Trpísty växer i huvudsak blandskog.